# The Secret Is Love
The Secret Is Love – singel austriackiej piosenkarki Nadine Beiler napisany przez nią samą we współpracy z Thomasem Rabitschem oraz wydany na drugim albumie studyjnym piosenkarki zatytułowanym I’ve Got a Voice z 2011 roku.

## Nagranie
W sesji nagraniowej singla wzięli udział:
- Nadine Beiler – wokal prowadzący
- Thomas Rabitsch – producent, instrumenty klawiszowe, programowanie
- Thomas Lang – perkusja,
- Tini Kainrath, Betty Semper – wokal wspierający
- Dorothee Badent – instrumenty smyczkowe
- Gerrit Wunder – aranżer orkiestry
- Dietmar „Dietz” Tinhof – miksowanie
- Horst Pfaffelmayer – mastering

## Występy na żywo: Konkurs Piosenki Eurowizji
W styczniu 2011 roku utwór został ogłoszony jednym z trzydziestu propozycji zakwalifikowanych do stawki półfinałowej krajowych eliminacji eurowizyjnych Düsseldorf - wir kommen!. Na początku lutego piosenka zakwalifikowała się do finału selekcji, w którym zdobyła największe poparcie telewidzów (34.95% głosów w pierwszej i 46.73% w drugiej turze głosowania), dzięki czemu została wybrana na utwór reprezentujący Austrię podczas 56. Konkursu Piosenki Eurowizji organizowanego w Düsseldorfie.
14 maja numer został zaśpiewany przez Beiler jako drugi w kolejności w drugim półfinale widowiska i z siódmego miejsca awansował do finału widowiska, w którym zajął ostatecznie osiemnaste miejsce z 64 punktami na koncie, w tym m.in. z maksymalną notą 12 punktów od Niemiec.

## Lista utworów
CD maxi-single
1. „The Secret Is Love” – 3:06
2. „The Secret Is Love” (Karaoke Version) – 3:06

## Notowania na listach przebojów
| Kraj    | Lista (2011)    | Najwyższe miejsce |
| ------- | --------------- | ----------------- |
| Austria | Singles Top 75  | 9                 |
| Niemcy  | Singles Top 100 | 71                |